# Trésor d'Airan
Le Trésor d’Airan est le nom donné à des objets antiques et précieux découverts fortuitement en 1874 à Moult-Argences près d'Airan en Normandie. Il est actuellement conservé au Musée de Normandie à Caen (Collection de la Société des antiquaires de Normandie).

## Description
Le terme de « trésor » est impropre car il s'agit précisément de bijoux découverts dans une sépulture féminine, mise au jour près de la route menant de Caen à Saint-Pierre-sur-Dives. Les fouilles ont été effectuées au XIXe siècle sans méthode et de manière hâtive de sorte qu'on a négligé les os qui ont été en partie détruits par les opérations de terrassement menés alors, en outre le vase de céramique, dont on a retrouvé les tessons, a été piétiné et cassé par les fouilleurs. Les fragments d'os qui nous sont parvenus, sont trop petits pour pouvoir être utilisés, seule une mandibule a permis de déterminer le caractère féminin et l'âge du défunt, c'est-à-dire entre vingt et quarante ans.
La pièce maîtresse est une paire de fibules polychromes en or décorées de pierres précieuses, reliées par une chaîne, semblable à celles exhumées à Untersiebenbrunn, Autriche, et Rábapordány, Hongrie, dans l’aire danubienne. On trouve également une plaque-boucle rectangulaire, un collier en forme de chaîne métallique tressée et enfin une bague qui a disparu pendant la Seconde Guerre mondiale. Le vêtement de cette femme était aussi décoré par des plaques-appliques géométriques qui étaient cousues sur celui-ci et elle portait une ceinture à plaque-boucle rectangulaire.

## Origine et contexte historique
La défunte pourrait être d'origine gothique ou autre germaine orientale (par exemple Burgondes ou Hérules), ou encore alano-sarmate. On a trouvé du mobilier archéologique pontico-danubien tout comme à Saint-Martin-de-Fontenay et la présence de colonies d'Alains est signalée dans la région de Falaise et du nord de l'Orne. Mais, compte tenu des origines diverses des objets retrouvés, il peut s'agir d'une parente, fille ou épouse, d'un soldat romain d'origine barbare.
Cet auxiliaire de l'armée romaine était peut-être stationné dans la région dans le cadre du tractus Armoricanus et Nervicanus (Saxonicum), c'est-à-dire une défense frontalière maritime du Bas-Empire romain érigée des deux côtés de la Manche et de la Mer du Nord. Elle devait protéger l'Empire contre les raids venus de la mer et menés généralement par des pirates, issus parfois des peuples Saxons et Frisons. C'est encore et aussi le dernier rempart de l'« État romain » de Syagrius contre les Francs, auquel cas elle devrait son nom aux nombreux auxiliaires saxons de l'armée romaine. Étant donné l'analogie du matériel archéologique de la tombe d'Airan (notamment les bijoux du costume féminin « princier »), d'autres tombes de Bourgogne (Balleure), d'Alsace (Hochfelden), d'Allemagne (Fürst, Altlußheim) et même du Portugal (Beja) avec celui d'Untersiebenbrunn (Autriche), les spécialistes parlent de « groupe Untersiebenbrunn » ou d'« horizon Untersiebenbrunn ». L'origine ethnique des inhumés de ce groupe est difficile à déterminer, car le mobilier funéraire, comme c'est le cas ici, est de factures diverses. À Airan, on dénombre des éléments romains (ceinture à plaque-boucle rectangulaire, bague), alano-sarmates (plaques-appliques géométriques cousues sur le vêtement) et germaniques (fibules reliées par une chaine). Pour ce faire, il aurait fallu réaliser une analyse approfondie des ossements.